# Illa Martin
Illa Martin (Eilean Mhàrtainn en gaèlic escocès) és una illa deshabitada de Loch Broom, a la costa oest d'Escòcia. Té 8743 metres quadrats i es troba sota els penya-segats de Beinn Mhor Coigach i davant de l'antic fort viking de Dun Canna.
És la més propera de les illes d'estiu a Ullapool, un bell arxipèlag que es troba prop de la península de Coigach. Ha estat el lloc on es troba un monestir, una estació de curació d'arengades i un molí fariner. Ara reconegut com a santuari d'ocells, és propietat d'una comunitat benèfica.

## Història
Sant Martí, nom com era anomenada l’illa, va establerir un monestir cap el 300-400 dC. Hi ha una pedra amb una creu llatina triple, possiblement del 400-700 dC, que probablement està relacionada amb l'església celta. També hi ha una capella / casa de reunions post-reforma i les ruïnes d’un antic carrer de cases amb l’antiga escola. Altres cases i la "nova" escola es troben a prop de l'embarcador actual.
L’agricultura i la pesca han estat els pilars de l'economia insular durant la major part de la seva història. Va ser un centre per al comerç pesquer, amb una estació de curació d'arangades, abans de la fundació d’Ullapool. El 1831, l'illa es va dividir en crofts, petites granges de bestiar, i va continuar fins a la dècada de 1960. Utilitzada principalment per a pasturatge de bestiar boví i oví, hi havia terres cultivables limitades a l'extrem sud, prop de l’assentament principal.
Un molí fariner va funcionar al lloc de l'antiga estació d'arengada entre el 1939 i el 1948. La majoria dels treballadors del molí eren traslladats diàriament a l'illa. El blat es portava a un moll de l’illa amb un veler i la farina es transportava de tornada a Ullapool, des d’on es distribuïa a les pastisseries del nord d’Escòcia. Els sacs tenien l'etiqueta "Isle Martin Flour Mills". El 1948, després del tancament del molí per una explosió, els seus edificis i molls van ser desmantellats i l'illa va quedar deshabitada.
Als anys seixanta, Monica Goldsmith va comprar l’illa amb finalitats de conservació de la natura, introduint una sèrie de millores, incloses la instal·lació d’aigua i subministraments elèctrics, i la neteja de les ovelles de l’illa el 1969. El 1980 va donar l’illa a la Reial Societat per a la Protecció de les Aus (RSPB) entenent que es gestionaria per a la seva conservació. La RSPB va introduir un ambiciós programa de protecció d'aus i de regeneració de boscos. El darrer habitant de l'illa va ser Bernard Planterose, un conservacionista de la RSPB.
El maig de 1999, per iniciativa de la filla de Monica Goldsmith, Oriole Goldsmith, la RSPB va transferir l'illa a una comunitat benèfica, la Companyia de l'illa Martin, proposada i establerta per les comunitats de Loch Broom i Coigach.
El 2021, es podia anar a l'illa i allotjar-se, per visitar les dues platges, un petit museu i un turó que permet observar ocells.